# Ross Tierney
Ross Tierney (Dublino, 6 marzo 2001) è un calciatore irlandese, centrocampista dei Bohemians.

## Statistiche

### Presenze e reti nei club
Statistiche aggiornate al 9 novembre 2022.
| Stagione          | Squadra           | Campionato        | Campionato | Campionato | Coppe nazionali | Coppe nazionali | Coppe nazionali | Coppe continentali | Coppe continentali | Coppe continentali | Altre coppe | Altre coppe | Altre coppe | Totale | Totale |
| Stagione          | Squadra           | Comp              | Pres       | Reti       | Comp            | Pres            | Reti            | Comp               | Pres               | Reti               | Comp        | Pres        | Reti        | Pres   | Reti   |
| ----------------- | ----------------- | ----------------- | ---------- | ---------- | --------------- | --------------- | --------------- | ------------------ | ------------------ | ------------------ | ----------- | ----------- | ----------- | ------ | ------ |
| 2019              | Bohemians         | PD                | 8          | 2          | CI+CdL          | 4+2             | 0+2             | -                  | -                  | -                  | -           | -           | -           | 14     | 4      |
| 2020              | Bohemians         | PD                | 8          | 0          | CI              | 1               | 0               | UEL                | 0                  | 0                  | -           | -           | -           | 9      | 0      |
| 2021              | Bohemians         | PD                | 34         | 7          | CI              | 3               | 0               | UECL               | 6                  | 2                  | -           | -           | -           | 43     | 9      |
| Totale Bohemians  | Totale Bohemians  | Totale Bohemians  | 50         | 9          |                 | 10              | 2               |                    | 6                  | 2                  |             | -           | -           | 66     | 13     |
| gen.-giu. 2022    | Motherwell        | SP                | 14         | 2          | SC+CdL          | 1+0             | 0               | -                  | -                  | -                  | -           | -           | -           | 15     | 2      |
| 2022-2023         | Motherwell        | SP                | 18         | 2          | SC+CdL          | 1+2             | 0               | UECL               | 2                  | 0                  | -           | -           | -           | 23     | 2      |
| Totale Motherwell | Totale Motherwell | Totale Motherwell | 32         | 4          |                 | 4               | 0               |                    | 2                  | 0                  |             | -           | -           | 38     | 4      |
| 2023-2024         | Walsall           | FL2               | 30         | 1          | FACup+CdL       | 2+1             | 1+1             | -                  | -                  | -                  | FLT         | 2           | 0           | 35     | 3      |
| Totale carriera   | Totale carriera   | Totale carriera   | 112        | 14         |                 | 17              | 4               |                    | 8                  | 2                  |             | 2           | 0           | 139    | 20     |